# Courchavon
Courchavon é uma comuna da Suíça, situada no distrito de Porrentruy, no cantão de Jura. Tem 6,23 km² de área e sua população em 2018 foi estimada em 294 habitantes.